# Sonorasaurus
Sonorasaurus thompsoni
Genre
Espèce
Sonorasaurus est un genre de dinosaures brachiosaures du début à la fin du Crétacé (stades de l'Albien au Cénomanien, autour de 112 à 93 Ma). C'était un sauropode herbivore dont les fossiles ont été trouvés dans le sud de l'Arizona aux États-Unis. Son nom, qui signifie « lézard de Sonora », vient du désert de Sonora où ses fossiles ont été découverts pour la première fois. L'espèce type est Sonorasaurus thompsoni, décrite en 1998 par le paléontologue américain Ronald P. Ratkevich (d) (1948-2020).

## Découverte
Des restes fossilisés ont été découverts en novembre 1994 par l'étudiant en géologie Richard Thompson dans la formation de Turney Ranch (en), située dans la région du désert de Sonora, dans le sud de l'Arizona. Thompson avait prospecté une région jusqu'alors presque inexplorée, où les fossiles se sont révélés abondants et directement accessibles en surface. Un squelette de sauropode relativement complet se détériorait sur une paroi rocheuse. Il a informé le paléontologue Ronald Paul Ratkevich du Arizona-Sonora Desert Museum (en), à Tucson, de sa découverte. Ratkevich a réuni une équipe de bénévoles et a commencé à sécuriser les os au printemps 1995 ; les fouilles ne prendront fin qu'en 1999. Il a supposé que les fossiles représentaient un sauropode mais n'était pas un expert de ce taxon. Le conservateur de la géologie du musée, David W. Thayer, pensait qu'il pouvait s'agir d'un thérazinosaure, confondant un os de chevron de la queue avec la longue griffe typique de ce groupe. En 1995, Ratkevich et Tayer ont présenté la découverte pour la première fois, utilisant déjà le nom « Sonorasaurus » mais de manière informelle, de sorte qu'elle est restée un nomen nudum.
Les deux hommes ont alors demandé à l'expert en dinosaures Edwin Harris Colbert d'identifier l'animal. Colbert, n'ayant vu que des photos, a suggéré qu'il pourrait être un membre des Hadrosauridae. Ratkevich et Thayer ont ensuite visité les expositions du Musée américain d'histoire naturelle, concluant que leur découverte était plutôt différente des squelettes d'hadrosauridés qui y étaient montrés, de sorte qu'elle devait représenter une espèce nouvelle pour la science. Ratkevich a envisagé de le nommer « Chihuahuasaurus », mais a finalement évité le contraste comique entre le gigantesque sauropode et la minuscule race de chien. En 1996, un article ultérieur a tenté de faire correspondre les ossements trouvés dans un diagramme de l'hadrosauridé Kritosaurus. Cette tentative a largement échoué, un ilium étant confondu avec une omoplate. Encore une fois, le nom « Sonorasaurus » a été utilisé mais toujours de manière invalide.
Sonorasaurus a finalement été formellement décrit en 1998 par Ratkevich, qui l'a identifié comme un sauropode brachiosauridé. La datation du spécimen a révélé qu'il s'agissait du premier brachiosauridé connu à avoir vécu au Crétacé de l'Amérique du Nord. Le 10 avril 2018, Sonorasaurus a été déclaré dinosaure d'état de l'Arizona.

## Description
L'holotype de Sonorasaurus, ASDM 500, est un squelette incomplet composé de divers éléments post-crâniens, dont beaucoup sont fragmentaires. Une côte dorsale complète du même ensemble, ASDM 807, peut également être rattachée à S. thompsoni. On estime que Sonorasaurus mesurait environ 15 mètres de long et 8 mètres de hauteur, soit environ un tiers de la taille de Brachiosaurus.

## Classification
Ratkevich a initialement identifié Sonorasaurus comme un brachiosauridé. Cependant, les études phylogénétiques des années suivantes n'ont pas réussi à trouver un consensus, certains trouvant qu'il se situe au sein des Brachiosauridae et d'autres en dehors de celui-ci. Dans aucune analyse, la position phylogénétique obtenue de Sonorasaurus n'a été fortement soutenue jusqu'à ce que D'Emic et al. (2016), qui ont trouvé que Sonorasaurus se situait en toute probabilité au sein des Brachiosauridae. Cependant, les auteurs ont noté que des données supplémentaires étaient encore nécessaires pour établir fermement ses affinités de niveau inférieur.